# Ruokojärvi (sjö i Finland, Kajanaland, lat 64,70, long 29,18)
Ruokojärvi är en sjö i Finland. Den ligger i kommunen Suomussalmi i landskapet Kajanaland, i den centrala delen av landet, 500 km norr om huvudstaden Helsingfors. Ruokojärvi ligger 207,4 meter över havet. Den är 7,9 meter djup. Arean är 1,56 kvadratkilometer och strandlinjen är 8,36 kilometer lång. Sjön  ingår i Uleälvens huvudavrinningsområde. 